# Dixième circonscription de l'Essonne
La dixième circonscription de l’Essonne, aussi appelée circonscription de Sainte-Geneviève-des-Bois, est une circonscription électorale législative française, subdivision du département de l’Essonne dans la région Île-de-France. Elle est représentée durant la XVIe législature par le député LFI Antoine Léaument.

## Géographie

### Situation
| Type d'occupation           | Pourcentage | Superficie (en hectares) |
| --------------------------- | ----------- | ------------------------ |
| Espace urbain construit     | 63,6 %      | 1 939,65                 |
| Espace urbain non construit | 14,5 %      | 442,06                   |
| Espace rural                | 21,9 %      | 666,91                   |
| Source : Iaurif             |             |                          |

La dixième circonscription de l’Essonne est située au centre-est du département de l’Essonne. Son altitude varie entre trente-deux mètres à Grigny et cent un mètres à Fleury-Mérogis. La commune la plus étendue est Sainte-Geneviève-des-Bois avec 927 hectares, la plus petite est Morsang-sur-Orge avec 439 hectares. En 2018, la commune la plus peuplée était Sainte-Geneviève-des-Bois avec 36 015 habitants contre seulement 13 917 habitants à Fleury-Mérogis.

### Composition
La dixième circonscription de l’Essonne est subdivisée en quatre cantons, comptant cinq communes :
| Canton                              | Commune                   | Code Insee  | Population  | Maire             | Nuance politique |
| ----------------------------------- | ------------------------- | ----------- | ----------- | ----------------- | ---------------- |
| Canton de Grigny                    | Grigny                    | 91 2 40 286 | 28 265 hab. | Philippe Rio      | PCF              |
| Canton de Morsang-sur-Orge          | Fleury-Mérogis            | 91 2 31 235 | 13 917 hab. | Olivier Corzani   | PCF              |
| Canton de Morsang-sur-Orge          | Morsang-sur-Orge          | 91 2 31 434 | 20 619 hab. | Marianne Duranton | UDI              |
| Canton de Sainte-Geneviève-des-Bois | Sainte-Geneviève-des-Bois | 91 3 25 549 | 36 015 hab. | Frédéric Petitta  | Divers Gauche    |
| Canton de Saint-Michel-sur-Orge     | Saint-Michel-sur-Orge     | 91 3 33 570 | 19 965 hab. | Sophie Rigault    | Divers Droite    |

En 2022, 61502 personnes sont inscrites sur les listes électorales de la circonscription.

### Démographie
| 1968 | 1975 | 1982 | 1990    | 1999    | 2006    | 2010    | 2013    | 2019    |
| ---- | ---- | ---- | ------- | ------- | ------- | ------- | ------- | ------- |
| -    | -    | -    | 106 055 | 105 421 | 110 930 | 110 944 | 114 237 | 118 280 |

### Pyramide des âges
| Hommes | Classe d’âge   | Femmes |
| ------ | -------------- | ------ |
| 9,5    | 65 ans et plus | 13,5   |
| 60,8   | 20 à 64 ans    | 58,5   |
| 29,7   | 0 à 19 ans     | 28,0   |

## Historique
La dixième circonscription de l’Essonne a été créée par la loi organique no 86-1197 du 24 novembre 1986, elle comporte depuis le canton de Grigny, le canton de Morsang-sur-Orge, le canton de Sainte-Geneviève-des-Bois et le canton de Saint-Michel-sur-Orge dans leurs définitions de 1985.

## Historique des députations
| Législature | Début de mandat | Fin de mandat  | Député              | Parti politique | Observations |
| ----------- | --------------- | -------------- | ------------------- | --------------- | --- |
| VIIIe       | 2 avril 1986    | 14 mai 1988    | Aucun               | Aucun           | Proportionnelle par département, pas de député par circonscription. Mandat écourté à la suite d'une dissolution parlementaire décidée par François Mitterrand. |
| IXe         | 23 juin 1988    | 1er avril 1993 | Julien Dray         | PS              | |
| Xe          | 2 avril 1993    | 21 avril 1997  | Julien Dray         | PS              | Mandat écourté à la suite d'une dissolution parlementaire décidée par Jacques Chirac.                                                                          |
| XIe         | 12 juin 1997    | 18 juin 2002   | Julien Dray         | PS              | |
| XIIe        | 19 juin 2002    | 19 juin 2007   | Julien Dray         | PS              | |
| XIIIe       | 20 juin 2007    | 19 juin 2012   | Julien Dray         | PS              | |
| XIVe        | 20 juin 2012    | 20 juin 2017   | Malek Boutih        | PS              | |
| XVe         | 21 juin 2017    | 21 juin 2022   | Pierre-Alain Raphan | LREM            | |
| XVIe        | 22 juin 2022    | 9 juin 2024    | Antoine Léaument    | LFI             | Mandat écourté à la suite d'une dissolution parlementaire décidée par Emmanuel Macron.                                                                         |
| XVIIe       | 8 juillet 2024  | En cours       | Antoine Léaument    | LFI             | |

## Historique des élections

### Élections de 1988
| Candidat       | Candidat                   | Parti                | Premier tour | Premier tour | Second tour | Second tour |  |
| Candidat       | Candidat                   | Parti                | Voix         | %            | Voix        | %           |  |
| -------------- | -------------------------- | -------------------- | ------------ | ------------ | ----------- | ----------- |  |
|                | Julien Dray élu            | PS                   | 10 400       | 31,7         | 19 380      | 55,93       |  |
|                | Pierre Avenard             | RPR (URC)            | 8 314        | 25,35        | 15 270      | 44,07       |  |
|                | Geneviève Rodriguez        | PCF                  | 7 187        | 21,91        | Retrait     | Retrait     |  |
|                | Michel de Rostolan sortant | FN                   | 4 325        | 13,18        |             |             |  |
|                | Robert Gatellier           | Divers droite (CNIP) | 1 436        | 4,38         |             |             |  |
|                | Dominique Vincent          | Extrême gauche       | 992          | 3,02         |             |             |  |
|                | Jeannine Wolff             | POE                  | 149          | 0,45         |             |             |  |
|                | Autres candidats           | -                    | -            | -            | 1           | 0           |  |
|                |                            |                      |              |              |             |             |  |
| Inscrits       | Inscrits                   | Inscrits             | 57 053       | 100,00       | 57 030      | 100,00      |  |
| Abstentions    | Abstentions                | Abstentions          | 23 638       | 41,43        | 21 138      | 37,06       |  |
| Votants        | Votants                    | Votants              | 33 415       | 58,57        | 35 892      | 62,94       |  |
| Blancs et nuls | Blancs et nuls             | Blancs et nuls       | 612          | 1,83         | 1 241       | 3,46        |  |
| Exprimés       | Exprimés                   | Exprimés             | 32 803       | 98,17        | 34 651      | 96,54       |  |

Le suppléant de Julien Dray était Gérard Dupeyrat, militant associatif (handicapés, radios libres), professeur d'Université.

### Élections de 1993
| Candidat       | Candidat                  | Parti                      | Premier tour | Premier tour | Second tour | Second tour |  |
| Candidat       | Candidat                  | Parti                      | Voix         | %            | Voix        | %           |  |
| -------------- | ------------------------- | -------------------------- | ------------ | ------------ | ----------- | ----------- |  |
|                | Antoine Charrin           | UDF (PR)                   | 8 369        | 23,37        | 17 502      | 49,64       |  |
|                | Julien Dray sortant réélu | PS (ADFP)                  | 6 707        | 18,73        | 17 755      | 50,36       |  |
|                | Claude Vasquez            | PCF                        | 6 052        | 16,9         |             |             |  |
|                | Michel de Rostolan        | FN                         | 5 539        | 15,47        |             |             |  |
|                | Bernard Bertry            | RPR                        | 3 113        | 8,69         |             |             |  |
|                | Joël Roret                | GÉ (EÉ)                    | 2 944        | 8,22         |             |             |  |
|                | Jean-Marc Ripoll          | RDRP                       | 987          | 2,76         |             |             |  |
|                | Roland Hautin             | LO                         | 670          | 1,87         |             |             |  |
|                | Gérard Saroyan            | Les Verts                  | 452          | 1,26         |             |             |  |
|                | Gérard Pociecka           | SÉGA                       | 362          | 1,01         |             |             |  |
|                | Jean-Luc Cinquin          | Divers gauche (Maj. prés.) | 253          | 0,71         |             |             |  |
|                | Alain Lascary             | UDI                        | 192          | 0,54         |             |             |  |
|                | Patrick Ulanowska         | Divers gauche (Maj. prés.) | 165          | 0,46         |             |             |  |
|                | Christian Leneveu         | LT-LNÉ                     | 0            | 0            |             |             |  |
|                | Marc Brajon               | Divers droite              | 0            | 0            |             |             |  |
|                |                           |                            |              |              |             |             |  |
| Inscrits       | Inscrits                  | Inscrits                   | 56 103       | 100,00       | 56 094      | 100,00      |  |
| Abstentions    | Abstentions               | Abstentions                | 18 595       | 33,14        | 18 254      | 32,54       |  |
| Votants        | Votants                   | Votants                    | 37 508       | 66,86        | 37 840      | 67,46       |  |
| Blancs et nuls | Blancs et nuls            | Blancs et nuls             | 1 703        | 4,54         | 2 583       | 6,83        |  |
| Exprimés       | Exprimés                  | Exprimés                   | 35 805       | 95,46        | 35 257      | 93,17       |  |

### Élections de 1997
| Candidat                     | Candidat                  | Parti                 | Premier tour | Premier tour | Second tour | Second tour |  |
| Candidat                     | Candidat                  | Parti                 | Voix         | %            | Voix        | %           |  |
| ---------------------------- | ------------------------- | --------------------- | ------------ | ------------ | ----------- | ----------- |  |
|                              | Julien Dray sortant réélu | PS (PRG)              | 10 549       | 30,41        | 20 742      | 58,55       |  |
|                              | Antoine Charrin           | UDF (PR)              | 7 839        | 22,60        | 14 682      | 41,45       |  |
|                              | Claude Vazquez            | PCF                   | 5 957        | 17,17        |             |             |  |
|                              | Michel de Rostolan        | FN                    | 5 854        | 16,88        |             |             |  |
|                              | Gérard Pociecka           | Extrême gauche (SÉGA) | 1 292        | 3,72         |             |             |  |
|                              | Roland Hautin             | LO                    | 1 046        | 3,02         |             |             |  |
|                              | Thierry Claudel           | LDI (MPF)             | 1 027        | 2,96         |             |             |  |
|                              | Marie-Hélène Larrouturou  | Divers gauche (US4J)  | 420          | 1,21         |             |             |  |
|                              | Daniel Schapira           | Extrême gauche (PT)   | 213          | 0,61         |             |             |  |
|                              | Véronique Jaillette       | Divers (PLN)          | 172          | 0,50         |             |             |  |
|                              | Patrick Zind              | Divers gauche (IR)    | 122          | 0,35         |             |             |  |
|                              | Serge Petipermon          | MDR                   | 115          | 0,33         |             |             |  |
|                              | Youssouf Chotia           | Sans étiquette        | 83           | 0,24         |             |             |  |
|                              | Annie Hartmann            | GÉ                    | 0            | 0,00         |             |             |  |
|                              |                           |                       |              |              |             |             |  |
| Inscrits                     | Inscrits                  | Inscrits              | 55 746       | 100,00       | 55 732      | 100,00      |  |
| Abstentions                  | Abstentions               | Abstentions           | 19 507       | 34,99        | 18 082      | 32,44       |  |
| Votants                      | Votants                   | Votants               | 36 239       | 65,01        | 37 650      | 67,56       |  |
| Blancs et nuls               | Blancs et nuls            | Blancs et nuls        | 1 550        | 4,28         | 2 226       | 5,91        |  |
| Exprimés                     | Exprimés                  | Exprimés              | 34 689       | 95,72        | 35 424      | 94,09       |  |
| Source : Assemblée nationale |                           |                       |              |              |             |             |  |

La suppléante de Julien Dray était Claire Robillard, de Grigny, assistante parlementaire.

### Élections de 2002
| Candidat       | Candidat                  | Parti            | Premier tour | Premier tour | Second tour | Second tour |  |
| Candidat       | Candidat                  | Parti            | Voix         | %            | Voix        | %           |  |
| -------------- | ------------------------- | ---------------- | ------------ | ------------ | ----------- | ----------- |  |
|                | Julien Dray sortant réélu | PS               | 10 946       | 32,67        | 16 158      | 53,04       |  |
|                | Francis Decoux            | UMP              | 9 104        | 27,17        | 14 303      | 46,96       |  |
|                | Michel de Rostolan        | FN               | 4 240        | 12,66        |             |             |  |
|                | Marjolaine Rauze          | PCF              | 3 350        | 10,03        |             |             |  |
|                | Jacques Dupuy             | RPF              | 1 883        | 5,62         |             |             |  |
|                | Angeline Fendian          | Les Verts        | 1 064        | 3,18         |             |             |  |
|                | Dominique Mellet          | Pôle républicain | 738          | 2,2          |             |             |  |
|                | Éric Nayac                | LCR              | 345          | 1,03         |             |             |  |
|                | Pascale Decla             | MNR              | 319          | 0,95         |             |             |  |
|                | Farid Diab                | Divers gauche    | 302          | 0,9          |             |             |  |
|                | Martine Vallois           | MPF              | 255          | 0,76         |             |             |  |
|                | Patrice Ciuti             | LO               | 254          | 0,76         |             |             |  |
|                | Aline Jonas-Schreiber     | MHAN             | 239          | 0,71         |             |             |  |
|                | Odette Clareton           | GÉ               | 148          | 0,37         |             |             |  |
|                | Christian Lefevre         | PT               | 124          | 0,37         |             |             |  |
|                | Bernard Beaudet           | CNIP             | 93           | 0,28         |             |             |  |
|                | Mireille Locquet          | CPNT             | 90           | 0,27         |             |             |  |
|                | Yasmina Djahafi           | Divers           | 0            | 0            |             |             |  |
|                |                           |                  |              |              |             |             |  |
| Inscrits       | Inscrits                  | Inscrits         | 54 695       | 100,00       | 54 666      | 100,00      |  |
| Abstentions    | Abstentions               | Abstentions      | 20 627       | 37,71        | 23 055      | 42,17       |  |
| Votants        | Votants                   | Votants          | 34 068       | 62,29        | 31 611      | 57,83       |  |
| Blancs et nuls | Blancs et nuls            | Blancs et nuls   | 564          | 1,66         | 1 150       | 3,64        |  |
| Exprimés       | Exprimés                  | Exprimés         | 33 504       | 98,34        | 30 461      | 96,36       |  |

### Élections de 2007
| Candidat       | Candidat                  | Parti          | Premier tour | Premier tour | Second tour | Second tour |  |
| Candidat       | Candidat                  | Parti          | Voix         | %            | Voix        | %           |  |
| -------------- | ------------------------- | -------------- | ------------ | ------------ | ----------- | ----------- |  |
|                | Laurence Gaudin           | UMP            | 12 475       | 36,12        | 15 819      | 46,52       |  |
|                | Julien Dray sortant réélu | PS             | 11 350       | 32,86        | 18 183      | 53,48       |  |
|                | Patrick Bardon            | PCF            | 3 495        | 10,12        |             |             |  |
|                | Jean-Bernard Mirabeau     | UDF–MoDem      | 2 454        | 7,11         |             |             |  |
|                | Michel de Rostolan        | FN             | 1 403        | 4,06         |             |             |  |
|                | Amandine Thiriet          | Les Verts      | 953          | 2,76         |             |             |  |
|                | Michele Federak           | LCR            | 665          | 1,93         |             |             |  |
|                | Danielle Ramage           | MPF            | 630          | 1,82         |             |             |  |
|                | Miron Cusa                | MHAN           | 303          | 0,88         |             |             |  |
|                | Roger Routin              | MNR            | 241          | 0,7          |             |             |  |
|                | Fatima Khobeizi           | Divers         | 199          | 0,58         |             |             |  |
|                | Patrice Ciuti             | LO             | 191          | 0,55         |             |             |  |
|                | ChristianLefevre          | PT             | 131          | 0,38         |             |             |  |
|                | Clément Poullet           | Divers         | 47           | 0,14         |             |             |  |
|                |                           |                |              |              |             |             |  |
| Inscrits       | Inscrits                  | Inscrits       | 60 771       | 100,00       | 60 771      | 100,00      |  |
| Abstentions    | Abstentions               | Abstentions    | 25 746       | 42,37        | 25 873      | 42,57       |  |
| Votants        | Votants                   | Votants        | 35 025       | 57,63        | 34 898      | 57,43       |  |
| Blancs et nuls | Blancs et nuls            | Blancs et nuls | 488          | 1,39         | 896         | 2,57        |  |
| Exprimés       | Exprimés                  | Exprimés       | 34 537       | 98,61        | 34 002      | 97,43       |  |

### Élections de 2012
| Candidat       | Candidat            | Parti          | Premier tour | Premier tour | Second tour | Second tour |  |
| Candidat       | Candidat            | Parti          | Voix         | %            | Voix        | %           |  |
| -------------- | ------------------- | -------------- | ------------ | ------------ | ----------- | ----------- |  |
|                | Malek Boutih élu    | PS             | 10 914       | 34,56        | 16 655      | 56,84       |  |
|                | Marianne Duranton   | PRV            | 5 976        | 18,92        | 12 649      | 43,16       |  |
|                | François Delapierre | FG (PCF)       | 5 261        | 16,66        |             |             |  |
|                | Gaël Fouilleul      | FN             | 4 920        | 15,58        |             |             |  |
|                | Thomas Zlowodzki    | PLD            | 1 656        | 5,24         |             |             |  |
|                | Christian Soubra    | EÉLV           | 1 102        | 3,49         |             |             |  |
|                | Serge Gaubier       | MoDem          | 800          | 2,53         |             |             |  |
|                | Yassim Lamaoui      | Divers         | 338          | 1,07         |             |             |  |
|                | Paul-Henri Baure    | LT-LNÉ         | 201          | 0,64         |             |             |  |
|                | Chantal Duboulay    | LO             | 149          | 0,47         |             |             |  |
|                | Noël Dedji          | AÉI            | 147          | 0,47         |             |             |  |
|                | Michèle Federak     | NPA            | 114          | 0,36         |             |             |  |
|                | Charles Vincent     | S&P            | 0            | 0            |             |             |  |
|                |                     |                |              |              |             |             |  |
| Inscrits       | Inscrits            | Inscrits       | 60 673       | 100,00       | 60 673      | 100,00      |  |
| Abstentions    | Abstentions         | Abstentions    | 28 609       | 47,15        | 29 944      | 49,35       |  |
| Votants        | Votants             | Votants        | 32 064       | 52,85        | 30 729      | 50,65       |  |
| Blancs et nuls | Blancs et nuls      | Blancs et nuls | 486          | 1,52         | 1 425       | 4,64        |  |
| Exprimés       | Exprimés            | Exprimés       | 31 578       | 98,48        | 29 304      | 95,36       |  |

### Élections de 2017
|                                                                          |                                                                           |                           |                           |                          |                          |
|                                                                          |                                                                           | Premier tour 11 juin 2017 | Premier tour 11 juin 2017 | Second tour 18 juin 2017 | Second tour 18 juin 2017 |
|                                                                          |                                                                           |                           |                           |                          |                          |
|                                                                          |                                                                           | Nombre                    | % des inscrits            | Nombre                   | % des inscrits           |
| Inscrits                                                                 | Inscrits                                                                  | 60 910                    | 100,00                    | 60 911                   | 100,00                   |
| Abstentions                                                              | Abstentions                                                               | 33 807                    | 55,50                     | 38 087                   | 62,53                    |
| Votants                                                                  | Votants                                                                   | 27 103                    | 44,50                     | 22 824                   | 37,47                    |
|                                                                          |                                                                           |                           | % des votants             |                          | % des votants            |
| Bulletins blancs                                                         | Bulletins blancs                                                          | 346                       | 1,28                      | 1 394                    | 6,11                     |
| Bulletins nuls                                                           | Bulletins nuls                                                            | 173                       | 0,64                      | 579                      | 2,54                     |
| Suffrages exprimés                                                       | Suffrages exprimés                                                        | 26 584                    | 98,09                     | 20 851                   | 91,36                    |
|                                                                          |                                                                           |                           |                           |                          |                          |
| Candidat Étiquette politique (partis et alliances)                       | Candidat Étiquette politique (partis et alliances)                        | Voix                      | % des exprimés            | Voix                     | % des exprimés           |
|                                                                          |                                                                           |                           |                           |                          |                          |
|                                                                          | Pierre-Alain Raphan La République en marche                               | 7 093                     | 26,68                     | 11 138                   | 53,42                    |
|                                                                          | Charlotte Girard La France insoumise                                      | 4 134                     | 15,55                     | 9 713                    | 46,58                    |
|                                                                          | Marianne Duranton Union des démocrates et indépendants (Les Républicains) | 3 755                     | 14,13                     |                          |                          |
|                                                                          | Malek Boutih (député sortant) Parti socialiste                            | 3 294                     | 12,39                     |                          |                          |
|                                                                          | Lucie Dedi Front national                                                 | 2 850                     | 10,72                     |                          |                          |
|                                                                          | Philippe Rio Parti communiste français                                    | 2 849                     | 10,72                     |                          |                          |
|                                                                          | Isabelle Catrain Europe Écologie Les Verts                                | 1 307                     | 4,92                      |                          |                          |
|                                                                          | Valérie Fleury Debout la France                                           | 803                       | 3,02                      |                          |                          |
|                                                                          | Marianne Hardy Union populaire républicaine                               | 261                       | 0,98                      |                          |                          |
|                                                                          | Chantal Duboulay Lutte ouvrière                                           | 238                       | 0,90                      |                          |                          |
| Source : Ministère de l'Intérieur - Dixième circonscription de l'Essonne |                                                                           |                           |                           |                          |                          |

### Élections de 2022
Les élections législatives françaises de 2022 se déroulent les dimanches 12 et 19 juin 2022.
|                                                    |                                                                                     |                           |                           |                          |                          |
|                                                    |                                                                                     | Premier tour 12 juin 2022 | Premier tour 12 juin 2022 | Second tour 19 juin 2022 | Second tour 19 juin 2022 |
|                                                    |                                                                                     |                           |                           |                          |                          |
|                                                    |                                                                                     | Nombre                    | % des inscrits            | Nombre                   | % des inscrits           |
| Inscrits                                           | Inscrits                                                                            | 61 828                    | 100                       | 61 842                   | 100                      |
| Abstentions                                        | Abstentions                                                                         | 35 380                    | 57,23                     | 36 072                   | 58,33                    |
| Votants                                            | Votants                                                                             | 26 440                    | 42,77                     | 25 770                   | 41,67                    |
|                                                    |                                                                                     |                           | % des votants             |                          | % des votants            |
| Bulletins blancs                                   | Bulletins blancs                                                                    | 407                       | 1,54                      | 1 114                    | 4,32                     |
| Bulletins nuls                                     | Bulletins nuls                                                                      | 171                       | 0,65                      | 526                      | 2,04                     |
| Suffrages exprimés                                 | Suffrages exprimés                                                                  | 25 862                    | 97,81                     | 24 130                   | 93,64                    |
|                                                    |                                                                                     |                           |                           |                          |                          |
| Candidat Étiquette politique (partis et alliances) | Candidat Étiquette politique (partis et alliances)                                  | Voix                      | % des exprimés            | Voix                     | % des exprimés           |
|                                                    |                                                                                     |                           |                           |                          |                          |
|                                                    | Antoine Léaument La France insoumise Nouvelle Union populaire écologique et sociale | 9 640                     | 37,27                     | 13 321                   | 55,21                    |
|                                                    | Nadia Carcasset Ensemble                                                            | 6 779                     | 26,21                     | 10 809                   | 44,79                    |
|                                                    | Marie Godier Rassemblement national                                                 | 3 994                     | 15,45                     |                          |                          |
|                                                    | Nicolas de Boishue Les Républicains                                                 | 2 068                     | 8,00                      |                          |                          |
|                                                    | Inès Vera-Fontano Reconquête                                                        | 948                       | 3,67                      |                          |                          |
|                                                    | Hanna Rehab Écologistes                                                             | 655                       | 2,53                      |                          |                          |
|                                                    | Mustapha Zaoui Écologistes                                                          | 528                       | 2,04                      |                          |                          |
|                                                    | Stéphane Camus Divers droite                                                        | 490                       | 1,89                      |                          |                          |
|                                                    | Claudine Cormier Parti animaliste                                                   | 292                       | 1,13                      |                          |                          |
|                                                    | Monique Leclerc Divers extrême gauche                                               | 272                       | 1,05                      |                          |                          |
|                                                    | Sandrine Bellon Divers                                                              | 118                       | 0,46                      |                          |                          |
|                                                    | Sabrine Azzouni Régionaliste                                                        | 78                        | 0,30                      |                          |                          |

### Élections de 2024
| Candidat                 | Candidat                 | Parti et coalition       | Nuance                   | Premier tour | Premier tour | Second tour | Second tour |
| Candidat                 | Candidat                 | Parti et coalition       | Nuance                   | Voix         | %            | Voix        | %           |
| ------------------------ | ------------------------ | ------------------------ | ------------------------ | ------------ | ------------ | ----------- | ----------- |
|                          | Antoine Léaument         | LFI (NFP)                | UG                       | 16 242       | 43,01        | 22 556      | 65,16       |
|                          | Michael Amand            | RN                       | RN                       | 9 784        | 25,91        | 12 061      | 34,84       |
|                          | Alexandra Monet          | Horizons (ENS)           | HOR                      | 7 137        | 18,90        |             |             |
|                          | Nicolas De Boishue       | LR                       | LR                       | 2 207        | 5,84         |             |             |
|                          | Thierry Deneuve          | Cap21 (EPT)              | ECO                      | 694          | 1,84         |             |             |
|                          | Kamel Kecer              | SE                       | ECO                      | 622          | 1,65         |             |             |
|                          | Stéphanie Hamon          | REC                      | REC                      | 373          | 0,99         |             |             |
|                          | Monique Leclerc          | LO                       | LO                       | 317          | 0,84         |             |             |
|                          | Willy Deckel             | DLF                      | DIV                      | 257          | 0,68         |             |             |
|                          | Joël Mando               | DIV                      | DVD                      | 70           | 0,19         |             |             |
|                          | Mihala Kabama            | SE                       | DIV                      | 60           | 0,16         |             |             |
|                          |                          |                          |                          |              |              |             |             |
| Votes valides            | Votes valides            | Votes valides            | Votes valides            | 37 763       | 97,57        | 34 617      | 90,93       |
| Votes blancs             | Votes blancs             | Votes blancs             | Votes blancs             | 596          | 1,54         | 2 749       | 7,22        |
| Votes nuls               | Votes nuls               | Votes nuls               | Votes nuls               | 344          | 0,89         | 703         | 1,85        |
| Total                    | Total                    | Total                    | Total                    | 38 703       | 100          | 38 069      | 100         |
| Abstention               | Abstention               | Abstention               | Abstention               | 24 121       | 38,39        | 24 783      | 39,43       |
| Inscrits / participation | Inscrits / participation | Inscrits / participation | Inscrits / participation | 62 824       | 61,61        | 62 852      | 60,57       |